# Hydraecia naxiaoides
Hydraecia naxiaoides là một loài bướm đêm trong họ Noctuidae.